# Línea SE716 (EMT Madrid)
El Servicio Especial (S.E.) codificado como SE716 de la EMT de Madrid unía las estaciones de Pavones y Conde de Casal, sirviendo como lanzadera a las líneas 6 y 9 de Metro durante el cierre de un tramo de la línea 1.

## Características
Esta línea formaba parte de una serie de tres rutas habilitadas para suplir a la línea 1 de Metro durante sus obras de mejora. Comenzaron a operar el 3 de julio de 2016 y su servicio finalizó el 22 de octubre del mismo año, coincidiendo con la reapertura del tramo Atocha Renfe - Alto del Arenal de la línea 1. Hasta el 14 de septiembre operó con el trayecto Conde de Casal - Sierra de Guadalupe, modificando entonces su recorrido tras la apertura de las estaciones de Alto del Arenal y Miguel Hernández para dar servicio a las de Buenos Aires y Pavones (línea 9).
En los teleindicadores de los autobuses, su denominación era SE3.

## Material móvil
Generalmente solía utilizar vehículos Irisbus-Iveco Citelis (serie 1001-1036), adscritos al Centro de Operaciones de La Elipa.